# Clopamide
La clopamide (nella fase sperimentale conosciuta con la sigla DT 237) è una molecola ad azione diuretico dotata di proprietà simili a quelle della clorotiazide e di altri diuretici tiazidici. Il composto fu brevettato dalla società farmaceutica Sandoz nel 1969.
Il composto, pur essendo considerato una sostanza tiazido-simile, non rientra fra questi tipi di diuretici, in quanto nella sua struttura chimica manca il caratteristico anello tizidico. 
Come farmaco viene spesso associata ad altri principi attivi, ad esempio il pindololo, la reserpina, la diidroergocristina.

## Chimica
Il composto si presenta come una polvere cristallina, igroscopica, di colore biancastro. Solo leggermente solubile in acqua e in alcool anidro, è scarsamente solubile in alcol metilico.

## Farmacodinamica
Si ritiene che clopamide eserciti la sua attività diuretica attraverso l'inibizione del simporto (cotrasportatore) Na+-Cl- a livello del tubulo contorto distale. Questo cotrasportatore ha il compito di facilitare il riassorbimento di sodio dal tubulo distale in direzione dell'interstizio. L'uso di clopamide, riducendo il riassorbimento di sodio, comporta un aumento di volume di fluidi che viene perso con le urine (in altre parole una maggiore escrezione di sodio ed acqua), il che comporta una diminuzione del volume extracellulare ed una contrazione del volume plasmatico. La perdita di questo volume di fluidi comporta a sua volta una riduzione del ritorno venoso, un incremento di rilascio di renina, una riduzione dell'output cardiaco ed una riduzione della pressione arteriosa.
 
L'effetto diuretico inizia a manifestarsi a distanza di due ore dall'assunzione del farmaco e persiste per circa 24 ore.

## Farmacocinetica
Dopo somministrazione per via orale l'assorbimento gastroenterico del farmaco è rapido e completo. Concentrazioni plasmatiche massime (Cmax) di circa 180 ng/ml si raggiungono entro 1-2 ore (Tmax) dopo la somministrazione orale di una dose di 20 mg. 
Il volume di distribuzione è di 2,5 l/kg. Il legame di clopamide con le proteine plasmatiche è di circa il 50%. L'eliminazione dall'organismo segue un andamento bifasico: il tempo di emivita iniziale è di 2,5 ore, mentre quello finale è di 9 ore. Il farmaco oltrepassa la barriera placentare per diffusione passiva.

## Usi clinici
Il composto viene utilizzato per il trattamento di stati edematosi in genere, 
in particolare di quelli associati a malattie cardiache (insufficienza cardiaca), 
epatiche (cirrosi epatica) e renali (insufficienza renale cronica, sindrome nefrosica, glomerulonefrite acuta) e nel trattamento dell'ipertensione arteriosa, sia da solo sia in combinazione con altre sostanze ad azione antipertensiva.

## Effetti collaterali e indesiderati
Durante il trattamento è possibile che si verifichino effetti avversi comportanti disturbi gastrointestinali (secchezza delle fauci, nausea, vomito, diarrea o costipazione, dolore addominale), del sistema nervoso centrale (capogiro, affaticamento, parestesie, cefalea, torpore e sonnolenza) e di tipo cardiocircolatorio (cardiopalmo e palpitazioni, ipotensione ortostatica).
 
Il composto, similmente ad altri diuretici tiazidici e tramite meccanismi non completamente chiariti, riduce la tolleranza al glucosio: durante la terapia pertanto può manifestarsi un diabete mellito latente.
 
Tra gli effetti indesiderati più gravi si segnalano le anomalie del bilancio idro-elettrolitico: ipokaliemia, iponatriemia, ipomagnesiemia, ipocloremia, ipercalcemia, iperuricemia ed alcalosi metabolica sono in assoluto le più frequenti. Spesso tali anomalie si associano a miopatia.
Infine sono possibili reazioni da ipersensibilità quali rash cutaneo, orticaria, eczema, dermatite pruriginosa, reazioni anafilattoidi.

## Controindicazioni
Clopamide è controindicata nei soggetti con ipersensibilità individuale accertata verso il principio attivo, ai sulfamidici oppure uno qualsiasi degli eccipienti contenuti nella formulazione farmaceutica.
È inoltre controindicata nei pazienti con glomerulonefrite acuta, insufficienza renale grave, encefalopatia epatica, ipercalcemia, malattia di Addison, porfiria, pregressi episodi di attacchi di gotta.

## Dosi terapeutiche
Nei soggetti adulti il trattamento dell'edema prevede l'assunzione di una dose iniziale pari a 40–60 mg al giorno. La dose di mantenimento è di 20–60 mg al giorno oppure a giorni alterni. 
Nel trattamento dell'ipertensione arteriosa di norma si ricorre alla somministrazione di 20–40 mg al giorno.

## Gravidanza e allattamento
Un uso routinario di diuretici in una gravidanza a normale evoluzione è un comportamento inappropriato che può esporre madre e nascituro a rischi evitabili. La tossiemia gravidica non è affatto prevenibile con l'uso di clopamide e diuretici in genere, pertanto questi ultimi non sono di alcuna utilità.

## Avvertenze
Il trattamento prolungato con clopamide può causare ipokaliemia, il cui trattamento standard prevede la somministrazione di quote integrative di potassio. Si tenga presente che il farmaco può indurre una reazione positiva al test antidoping.